# Мейнгардт
Мейнгардт (нем. Meinhardt) — дворянский род.
- Прусский подданный, музыкант Адольф-Густав Мейнгард(т) (1785—1875) поселился в Петербурге в 1805 или 1806 году. Имел четырёх сыновей:
  - Пауль (Павел Адольфович, 1812—1873[1] — инженер-полковник, действительный статский советник (1868). Участвовал в строительстве железной дороги С.-Петербург — Москва (инженер-подполковник) и С.-Петербург — Варшава (инженер-полковник, 1850-е гг.), руководил прокладкой железнодорожного полотна и строительством железнодорожного вокзала в Твери. Похоронен в Ярославле, на Леонтьевском кладбище. Имел сына и шесть дочерей:
    - Николай Павлович (1841—1897) — русский инженер путей сообщения, строитель южных железных дорог в России, управляющий Либаво-Роменской железной дороги и член правления Рижской железной дороги.
    - Мария Павловна (в замужестве Лешерн фон Герцфельд; 1847 — после 1921) — революционерка, народница, автор воспоминаний.
    - Анна Павловна (в замужестве Прибылёва-Корба; 1849—1939) — революционерка, член Исполнительного комитета «Народной воли», член партии социалистов-революционеров, историк, редактор, общественный деятель.
    - Елена Павловна(1848—1919) — замужем за русским инженером путей сообщения Николаем Викторовичем Бернацким (1843—16.12.1892).
    - Ольга Павловна (в замужестве Энгельгардт) (1853—13.07.1915).
    - Виктория Павловна (1853—1929) — врач, замужем за русским общественным и кооперативным деятелем Александром Генриховичем Штанге (13.08.1854—13.11.1932).
    - Варвара Павловна — замужем за русским инженером путей сообщения, тайным советником Николаем Евграфовичем Ададуровым (25.08.1836—13.06.1910).

  - Андреас (Андрей Адольфович, 1816—1896) — врач, доктор медицины.
  - Адольф
  - Александр Адольфович (1825—1894) — инженер-архитектор (1867), действительный статский советник (1877), один из основателей Московского архитектурного общества.
    - Александр Александрович (Александр Юлиус, 1861—1932) — юрист, действительный статский советник (1909), управляющий казённой палатой г. Калуги.
    - Георгий Александрович (Георг Эдуард, 1866—1945) — юрист, тайный советник (1919, чин присвоен Правительством Юга России), председатель Особой следственной Комиссии по расследованию злодеяний большевиков на Юге России и в Крыму, эмигрировал в 1921 г.
    - Фёдор Александрович (Лео Константин Теодор Александр, 1867—1941)— выпускник Императорского технического училища, инженер-механик, умер в г.Венёве (Тульская область, РСФСР, СССР).
    - Ольга Александровна (Ольга Юлия Евгения, 1868—1953) — общественный деятель, организатор и руководитель детских дошкольных учреждений, в эмиграции с 1921 г., умерла в Праге (Чехословакия).
    - Лидия Александровна (Лидия Аннета, в замужестве фон Колен, 1870—1940/1941)

Определением Правительствующего Сената от 6 марта 1878 года, коллежский асессор Николай Павлович Мейнгард, с сыном Александром, признан в потомственном дворянстве с правом на внесение во вторую часть дворянской родословной книги, по чину прапорщика, полученному в 1829 году отцом его, действительным статским советником Павлом Адольфовичем Мейнгардом.

## Описание герба
В серебряном щите чёрный якорь с анкерштоком и кольцом. Поверх накрест два лазоревых топора, рукоятками вниз.
Щит увенчан дворянским коронованным шлемом. Нашлемник: три серебряных цветка корицы с зелёными листьями. Намёт: справа — чёрный с серебром, слева — лазоревый с серебром.
Герб Мейнгардта внесён в Часть 13 Общего гербовника дворянских родов Всероссийской империи, стр. 84.